# Ком'як
Ком'я́к (рос. Комяк) — присілок в Можгинському районі Удмуртії, Росія.
Урбаноніми:
- вулиці — Зарічна, Нова, Радянська, Шкільна

## Населення
Населення — 254 особи (2010; 305 в 2002).
Національний склад станом на 2002 рік:
- удмурти — 87 %